# ویسکی ترش
ویسکی ترش یک نوشیدنی یا شات مخلوط حاوی ویسکی (یا بوربن)، آب لیمو و شکر است و به طور سنتی با یک گیلاس یا گاهی یک اسلایس لیمو تزئین می شود.  این ترکیبی از طعم های ترش، تلخ و شیرین است.  این نوشیدنی را می توان به عنوان یک نوشیدنی شات یا مخلوط تهیه کرد، هر دو با پایه (ویسکی یا بوربون)، آب مرکبات (آب لیمو یا مخلوط شیرین و ترش)، و شیرین کننده (شکر ساده) ترکیب می‌شوند.
در ویسکی ترش اورجینال سفیده تخم مرغ وجود ندارد و اگه آن اضافه شود گاهی به آن ترش بوستون نیز می گویند. 

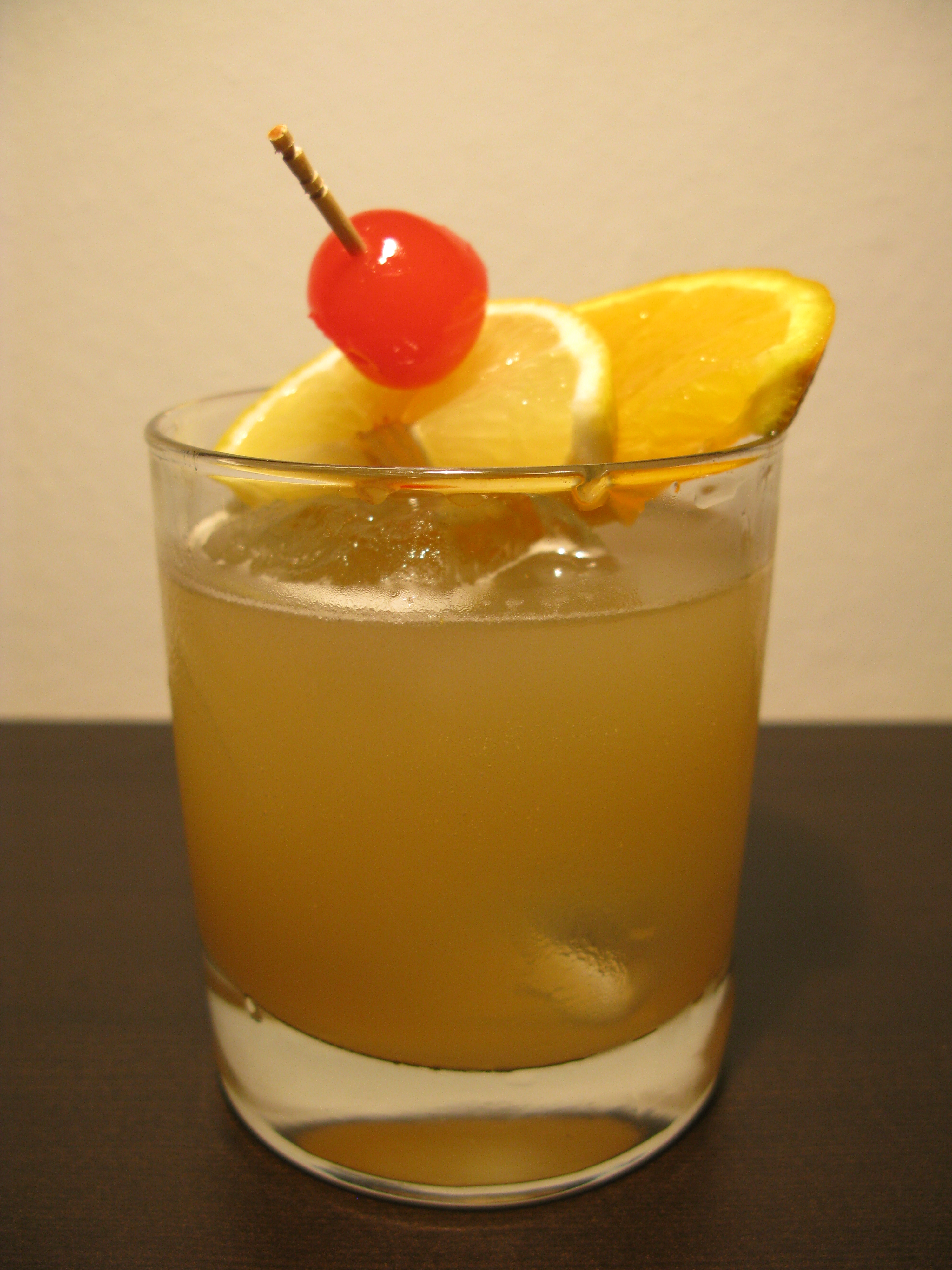
ویسکی ترش

وقتی ویسکی مورد استفاده اسکاچ باشد به آن اسکاچ ترش می گویند.  با چند قاشق از شراب قرمز پر بدن که در بالای آن شناور است، معمولاً به عنوان ترش نیویورکی شناخته می شود.

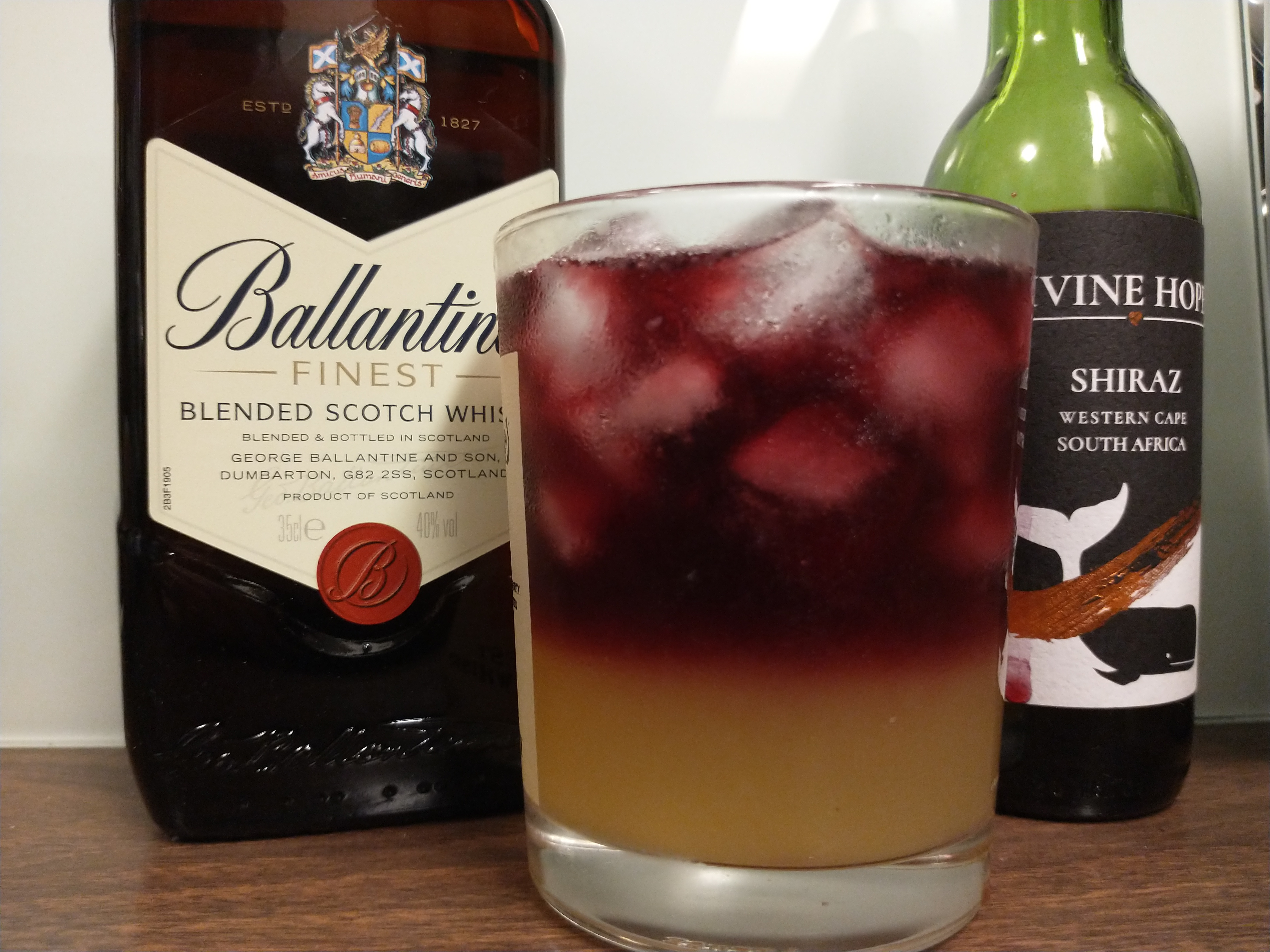
ترش نیویورکی همراه با اسکاچ

این کوکتل تکان داده می شود و با یخ سرو می شود.
دستور غذای انجمن بین المللی بارمن ها شامل چاشنی نصف برش پرتقال و یک گیلاس ماراشینو است.
وارد ۸ (Ward 8) یکی از انواع دیگر ویسکی ترش است که اغلب بر پایه بوربون یا ویسکی چاودار است و شامل آب لیمو و پرتقال و شربت گرانادین به عنوان شیرین کننده است.  سفیده تخم مرغی که در سایر ویسکی های ترش استفاده می شود معمولاً در این کوکتل استفاده نمی شود.

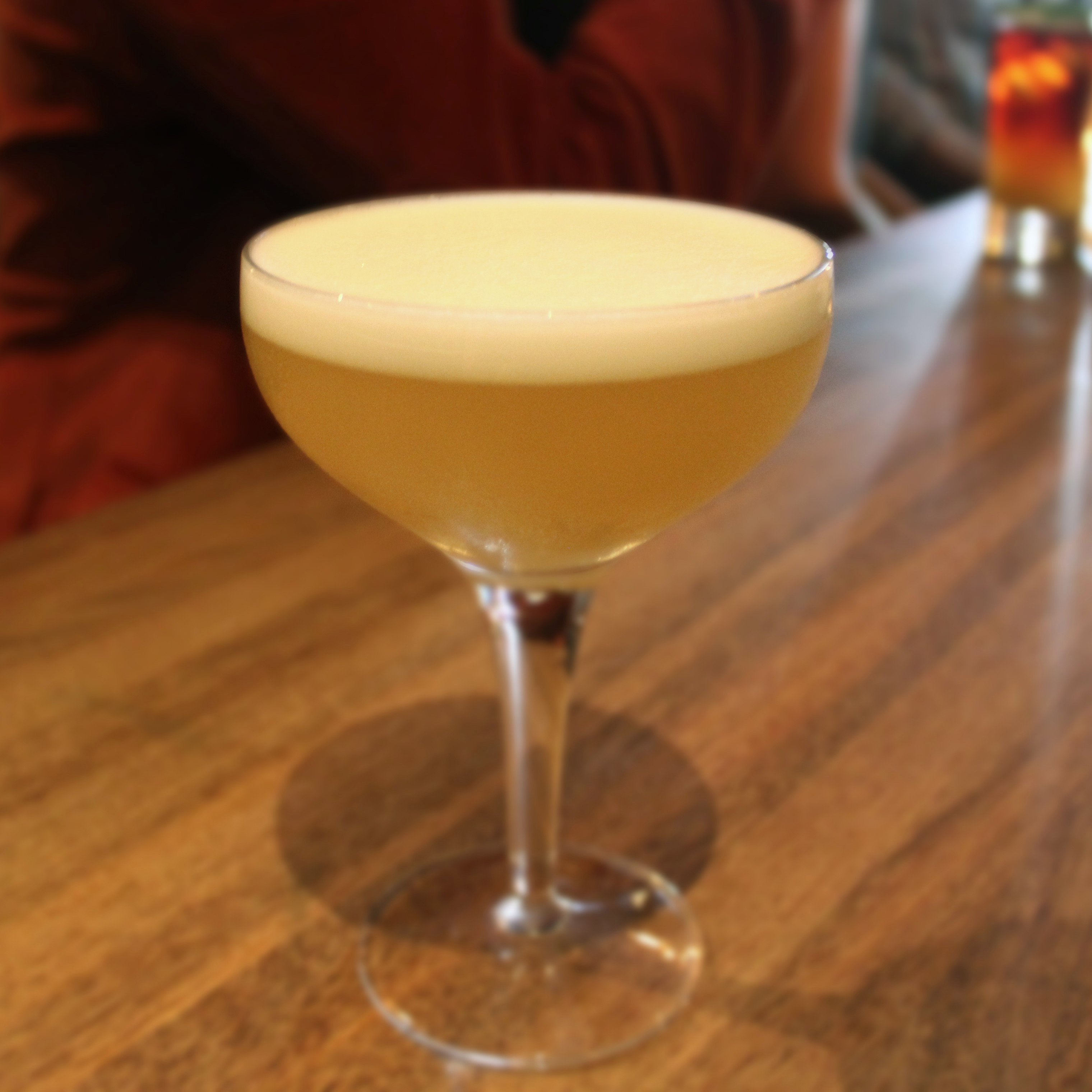
ویسکی ترش تکان داده شد

## تاریخ پیدایش
قدیمی ترین ذکر تاریخی از ویسکی ترش در روزنامه ویسکانسین، در سال ۱۸۷۰ موجود است.

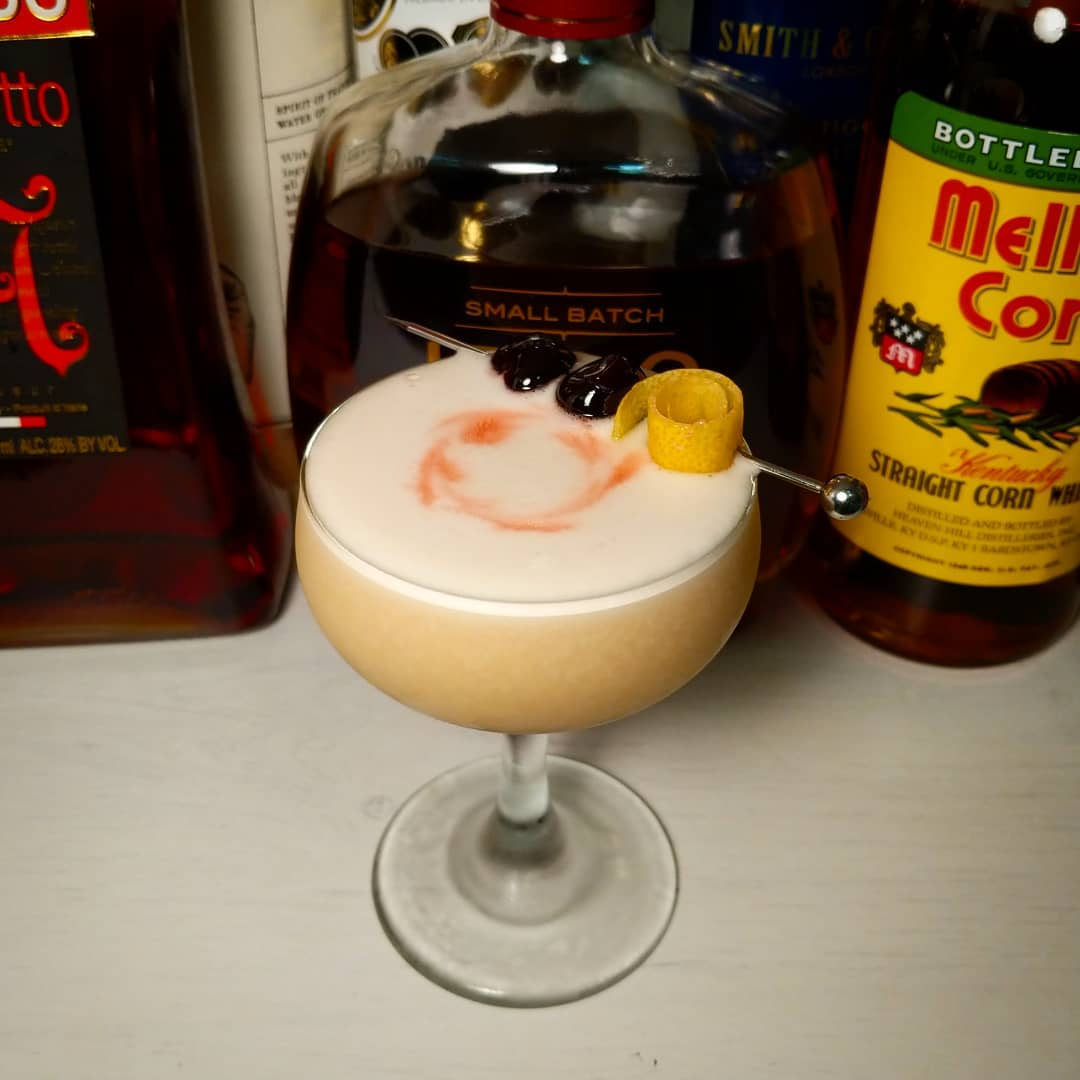
ویسکی ترش، سرو سده در لیوان مخصوص کوکتل با تزئین لیمو و دو گیلاس